# Highland Park (whisky)
Highland Park Distillery – destylarnia szkockiej single malt whisky, mieszcząca się na wyspie Mainland, w archipelagu Orkadów, u wybrzeży cieśniny Scapa Flow, niedaleko miejscowości Kirkwall w Szkocji. Jest to najbardziej na północ położona szkocka destylarnia, leży tylko pół mili wyżej od gorzelni Scapa. Jednakże tytuł ten straci wkrótce na rzecz nowo budowanej destylarni Blackwood z Szetlandów.

## Historia
Destylarnia założona została w 1798. Wcześniej jednak nielegalną produkcję prowadził tu jeden z urzędników kościelnych. W roku 1937 weszła w skład Highland Distillers i jest w nim po dziś dzień stanowiąc jeden z ważniejszych jego filarów.

## Produkcja
Highland Park to jedna z niewielu destylarni, która słoduje część swojego jęczmienia, używając do ogrzewania zbierany lokalnie torf na pobliskich Hobbister Moor. Sprawia to, że whisky z destylarni Highland Park ma średnie zatorfienie na poziomie 20 ppm, co stawia ją pomiędzy wysokozatorfionymi whisky z Islay, a łagodnymi whisky z regionu Speyside.
W 1984 Highland Park było jak dotąd jedyną whisky, która uzyskała notę 100% od ekspertów z The Scotsman, narodowej Szkockiej gazety. Krytyk i ekspert whisky Michael Jackson nazwał ją "The greatest all-rounder in the world of malt whisky".